# ابراهیم الرمیحی
ابراهیم الرمیحی (انگلیسی: Ibrahim Al-Rumaihi؛ زادهٔ) یک بازیکن فوتبال اهل قطر است.

## تیم ملی
وی همچنین در تیم ملی فوتبال قطر بازی کرده است.